# Kentucky Derby 1888
Kentucky Derby 1888 var den fjortonde upplagan av Kentucky Derby. Löpet reds den 14 maj 1888 över 1,5 miles. Löpet vanns av Macbeth II som reds av George Covington och tränades av John S. Campbell.
Förstapriset i löpet var 4 740 dollar. Sju hästar deltog i löpet.

## Resultat
| P | Häst          | Jockey           | Tränare          | Land | Tid     |
| - | ------------- | ---------------- | ---------------- | ---- | ------- |
| 1 | Macbeth II    | George Covington | John S. Campbell | USA  | 2:38.25 |
| 2 | Gallifet      | Andrew McCarthy  |                  | USA  |         |
| 3 | White         | T. Withers       |                  | USA  |         |
| 4 | Alexandria    | L. Jones         |                  | USA  |         |
| 5 | The Chevalier | Isaac E. Lewis   |                  | USA  |         |
| 6 | Autocrat      | Anthony Hamilton |                  | USA  |         |
| 7 | Col. Zeb Ward | Harry Blaylock   |                  | USA  |         |